# Mirnyj (stacja antarktyczna)
Mirnyj (ros. Мирный) – rosyjska (pierwotnie radziecka) stacja polarna na Antarktydzie Wschodniej, nad Morzem Davisa (Ocean Południowy). Nazwa bazy naukowej upamiętnia rosyjski statek „Mirnyj”, dowodzony przez kapitana Fabiana Bellingshausena, który na przełomie lat 1819/1820 popłynął na południe, aby najbardziej jak tylko to możliwie przybliżyć się do bieguna południowego w celach badawczych.

## Położenie i warunki
Stacja leży na Wybrzeżu Królowej Marii (Rosjanie używają terminu Wybrzeże Prawdy, odnoszącego się do obszaru o nieco innych granicach). Bariera lodowa w jej okolicy wznosi się na 15–20 m n.p.m., u brzegu przez prawie cały rok utrzymuje się lód, którego krawędź pod koniec zimy znajduje się 30–40 km od brzegu. W odległości 100 km w głąb lądu pokrywa lodowa wznosi się już na 1,5 km. U wybrzeża znajduje się grupa skalistych Wysp Haswella.
Klimat regionu, w którym znajduje się stacja, nie jest tak surowy jak w głębi kontynentu. Cechują go częste śnieżyce i silne wiatry katabatyczne spływające z lądolodu. Średnia roczna temperatura na tym obszarze to −11,3 °C, maksymalna +6,8 °C, a minimalna −40,3 °C Średnia prędkość wiatru to 11,2 m/s, najwyższa zmierzona to 56 m/s. Przez 204 dni w roku wiatr wieje z prędkością powyżej 15 m/s. Wiatr wieje przeważnie z południowego wschodu. Na klimat w okolicy stacji największy wpływ mają cyklony przychodzące znad oceanu. Dzień polarny trwa około miesiąca (7 grudnia–5 stycznia), noc polarna praktycznie nie występuje.

## Historia i działalność
Radziecką stację antarktyczną oficjalnie otwarto 13 lutego 1956 r. Była to główna radziecka stacja badawcza, pozwalająca na organizowanie wypraw w głąb lądu i zaopatrywanie położonych tam baz, szczególnie stacji Wostok. Mirnyj jest pierwszą założoną przez Rosjan bazą naukową na „Białym Lądzie”. Później funkcję głównej rosyjskiej placówki badawczej przejęła stacja Progress).
Od samego początku funkcjonowała dzięki energii elektrycznej wytwarzanej we własnej małej elektrowni (domki ogrzewane elektrycznie, kuchnia całkowicie zelektryfikowana). To tutaj w 1957 r. po raz pierwszy załoga stacji nawiązała łączność radiową ze stacją naukową znajdującą się przy biegunie północnym.
Polskie wyprawy do stacji im. A.B. Dobrowolskiego zawsze wyruszały ze stacji Mirnyj, najbliższej, choć odległej o 350 km. Dostęp do polskiej stacji jest bardzo trudny; była ona całkowicie zależna logistycznie od radzieckich polarników. W stacji Mirnyj zimował też w lecie 1964/65 polski meteorolog, Włodzimierz Chełchowski.